# Buffalo Street Parade
Pour plus de détails, voir Fiche technique et Distribution.
Buffalo Street Parade est un film américain muet et en noir et blanc sorti en 1901.

## Synopsis
Le film documente la parade de l'ouverture de l'Exposition pan-américaine.

## Fiche technique
- Titre : Buffalo Street Parade
- Réalisation :
- Production : Siegmund Lubin
- Pays :  États-Unis
- Genre : Documentaire
- Durée :
- Dates de sortie : 
  -  États-Unis : 29 juin 1901